# 유엽 (위)
유엽(劉曄, ? ~ 234년?)은 중국 삼국시대 위나라의 정치인이다. 자는 자양(子揚)이며 양주 구강군 성덕현(成悳縣) 사람이다. 광무제의 서자 부릉질왕의 후손이다.

## 행적

### 출사 전
7살 때, 어머니 수(脩)는 심한 병중에서 아버지의 시비를 제거하기를 유언했다. 13살 때 시비를 죽이고 어머니 묘에 참배했다. 친구 노숙에게 함께 회남에서 수만 명의 무리를 모으고 세력을 떨치고 있던 정보(鄭寶)를 섬길 것을 권했고, 노숙은 승낙했으나 중도에 주유의 권유로 마음을 바꾸어 손권을 섬겼다.
정보가 주민을 쫓아 장강 남쪽으로 건너가려고 했는데, 유엽이 고귀한 집안이며 명사이므로 유엽을 협박하여 이를 주도하게 하려고 했다. 마침 조조가 양주에 사자를 보내었는데, 유엽은 사자를 뵙고 양주의 사정을 설명하고 며칠 더 머무르게 했다. 정보가 사자를 맞이하여 대접하자, 유엽은 정보가 술에 취한 틈을 타 정보를 죽이려 했다. 그러나 정보가 술을 마시지 않아 정신이 말짱하여 틈을 노리기 어렵게 되자, 직접 정보의 머리를 베고 정보의 무리들을 위협하여 달아나게 했다. 나중에 정보의 진영을 찾아가 설득하여 주인을 잃은 정보의 무리들을 손에 넣었다. 그러나 자신이 한 왕실의 지파이므로 사병을 거느리려 하지 않고, 얻은 무리를 여강군태수 유훈에게 넘겨주었다.
손책이 유훈에게 뇌물을 주어 상료(上繚)를 공격할 것을 요청했다. 유엽은 이것이 유훈으로 상료를 공격하러 나간 틈에 여강을 차지하려는 손책의 계략임을 간파하고 유훈에게 이를 받아들이지 말도록 조언했으나, 유훈은 마침 원술의 잔당 등 귀의한 무리가 갑자기 늘어나 식량이 부족했으므로 이를 듣지 않고 상료를 공격하다가 과연 손책의 공격을 받아 본거지인 환성(皖城)을 잃고 조조에게로 달아났다.

### 출사 후
여강에는 산적 진란이 수만 명을 거느리고 있었는데, 조조가 여러 번 토벌군을 보냈으나 이기지 못했다. 조조가 수춘(壽春)에 이르자, 여러 신하들은 진란을 내버려 둘 것을 조언했는데, 유엽은 조조에게 진란을 무찔러 위세를 보일 것을 조언했다. 조조는 이를 받아들여 맹장을 써 진란을 토벌하고, 돌아오면서 유엽을 사공창조연(司空倉曹掾)에 임명했다. 조조가 장로를 토벌할 때 주부(主簿)로 전임되었다. 한중 땅은 길이 험하고, 또 군량이 다했으므로 조조는 철수하면서 유엽에게 후군을 감독하게 했다. 유엽은 장로를 이길 수 있다고 보았으므로, 군량을 끊어 퇴각하지 못하게 했다. 과연 조조는 장로를 무찌르고 한중을 평정했다. 유엽은 조조에게 한중 점령으로 인해 두려워하고 있을 촉을 치도록 권하고, 또 촉이 안정되면 그때에는 이미 늦어 근심거리가 된다고 조언했으나, 조조는 듣지 않고 돌아갔다. 유엽은 행군장사가 되었고, 영군을 겸했다. 《부자》에 따르면, 7일 후 촉에서 온 투항자가 유비가 두려워하는 자들을 참했음에도 촉 사람들은 불안해 한다고 전했고, 조조는 유엽에게 촉을 쳐도 좋은지 물었는데, 유엽은 이제는 안정되었으니 칠 수 없다고 답했다. 맹달이 위나라에 투항하여 문제의 총애를 받아 신성태수가 되었다. 유엽은 맹달에겐 충성심이 없고, 또 신성군은 국경의 요지이므로 이를 반대했으나 기각되었다.
황초 원년(220년), 시중·관내후가 되었다. 관우가 손권에게 주살되자 문제는 조칙을 내려 여러 신하들에게 유비가 관우를 위해 오나라에 보복할지를 생각해 보게 했는데, 유엽만이 보복하리라고 여겼다. 과연 유비는 손권을 쳤고, 손권은 문제에게 복종하기를 구했다. 유엽은 이를 받아들이지 않고 오나라를 공격하기를 주장했으나, 거절되고 손권은 오왕에 봉해졌다. 나중에 손권이 문제를 배반하자, 손권을 치려는 문제를 말렸으나 이도 거절되었다. 문제가 군대를 이끌고 손권을 치러 강릉에 이르자 여러 신하들은 손권이 항복하러 오든지 저항하러 오든지 친히 올 것이라고 했으나, 유엽은 그렇지 않고 손권은 수하 장수를 출진시킬 것이라고 했으며, 과연 그대로 되었다. 그제서야 문제는 유엽이 옳았음을 인정했다. 문제가 사냥 나가는 것을 포훈이 말렸으나, 문제는 포훈의 상소를 찢고 끝내 사냥을 나갔는데, 유엽은 이런 문제에게 영합하여 포훈에게 춘추시대 제나라의 간신 양구거(梁丘據)에 비견되었다. 《위진세어》에 따르면, 문제 시대, 유엽은 진교가 권세를 오로지한다고 참소했다.
명제가 즉위하자 동정후에 봉해졌다. 명제가 조칙을 내려 선조들에게 시호를 내리는 문제를 논의케 하자, 초대 황제의 부친까지만 추증한 전한의 예를 받들도록 상소했는데, 위진과 같은 논의를 펼쳐 수용되었다. 태화 6년(232년) 질병이 있어 태중대부가 되었고, 얼마 지나지 않아 대홍려가 되었다. 2년 뒤 다시 태중대부가 되었고, 이때 세상을 떠났다. 시호는 경후(景侯)라 했다.
유엽은 한 왕실의 지파로 위나라를 섬겼으므로, 자신을 보전하고자 다른 사람들과 거의 교류하지 않았다.

## 《삼국지연의》의 유엽
젊을 적 노숙과 교류하거나 정보(鄭寶)를 토벌한 이야기는 나오지 않고, 유엽의 자인 '유자양(劉子揚)'을 별도의 인물로 만들어 노숙과 교류하는 것으로 등장시켰다. 곽가의 천거로 조조를 섬겼으며, 원소와 싸울 때 발석거를 개발하여 심배의 전술을 무력화시켰다. 이 발석거는 원소 군대에서 '벽력차'라 하여 두려움의 대상이 되었다.

## 같이 보기
- 삼국지 인물 목록